# 캐치-22

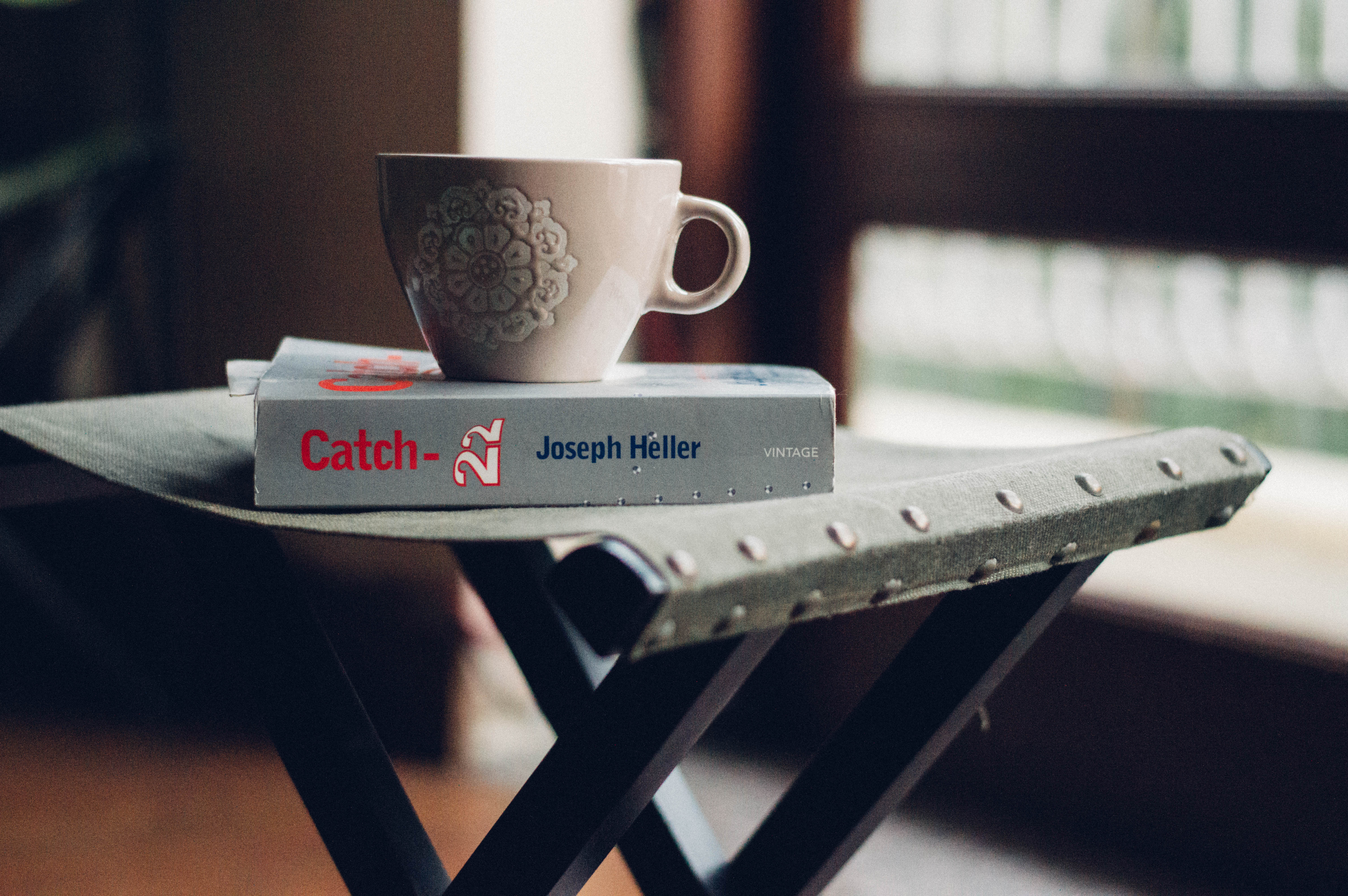

《캐치-22》(Catch-22)는 미국인 작가 조지프 헬러의 소설이다. 한국에서는 1995년 안정효의 번역으로 실천문학사에서 출판되었다.

## 내용 소개
소설은 제2차 세계 대전을 배경으로 가상의 미국 육군 항공대 B-25 폭격기 편대의 조종사 요사리안을 비롯한 여러 등장인물들의 이야기를 다룬다. 대부분의 사건은 256 비행대의 대원들이 이탈리아 서부의 피아노사섬에 배치된 상태에서 일어난다. 조지프 헬러는 동일한 사건들을 여러 가지 관점에서 재조명하는 방법으로 독자에게 소설의 줄거리를 조금씩 이해시킨다. 소설은 독자에게 혼란을 줄 정도로 빠른 속도로 진행되며, 부조리적인 유머를 통해 음울한 현실을 이야기한다.

### 제목의 의미
정식 출판 이전, 소설의 한 장이 잡지에 Catch-18이라는 제목으로 실린 적이 있었다. 그러나 출판사는 비슷한 시기에 출판된 Leon Uris의 소설 Mila 18(역시 2차대전을 주제로 함)과 혼동되지 않도록 제목을 변경할 것을 요구했다. 18이라는 숫자는 유대교에서 특별한 의미를 가지며, 비교적 유대적인 내용이 많았던 소설 초기 버전의 내용과 관계가 있다.
Catch-11을 제목으로 사용하자는 제안도 있었다. 1의 반복을 통해 소설의 반복되는 내용을 암시하기 위한 것이었으나, 영화 Ocean's Eleven의 개봉으로 인해 이 제안 역시 거부되었다. Catch-14라는 제목 또한 출판사 측이 14가 별로 "우스운 숫자(funny number)"가 아닌 것 같다는 의견을 제시함으로 인해 거부된 듯하다. 결과적으로, 11과 마찬가지로 2의 반복을 통해 소설 속의 데자부에 대해 암시하는 제목 Catch-22가 선택되었다.

## 캐치-22
《캐치-22》는 관료주의적 행정에 대한 비판으로 볼 수 있다. 소설 속에서의 사용으로 인해 "Catch-22(캐치-22)"라는 표현은 영어에서 진퇴양난의 상황을 가리키는 말로 자리잡았다. 소설에서 "캐치-22"는 군사적 규칙으로서, 순환논리적인 구조를 통해 병사들이 전투 임무로부터 빠져나가는 것 등을 원척적으로 금지한다. (예를 들어) 전역을 하기 위해선 정신병 등 금치산자 판정을 받아 전역을 신청해야하는데 이 요청은 금치산자 스스로 제기 할 수 없다고 판단하여 무효가 된다.
《캐치-22》의 문체는 "캐치-22"라는 규칙의 구조를 통해 알 수 있듯이 모순적이며 자기반복적이다.

## 등장 인물

### 요사리안
소설의 주인공 존 요사리안(John Yossarian)은 28세의 미 육군 항공대 256 비행대 소속 대위이며, B-25 폭격기 조종사이다. 요사리안이라는 캐릭터는 여러 가지 면에서 작가 자신을 모델로 만들어진 듯하다. 예를 들어, 요사리안과 마찬가지로 헬러는 2차대전 중에 이탈리아 해안의 섬에서 폭격기 조종사로 복역했으며, 아비뇽(Avignon)을 폭격하던 도중 동료들을 잃기도 했다. 소설 중에서 그는 아시리아인으로 묘사되지만, 그의 이름은 아르메니아계로 보인다. 헬러가 노년기에 쓴 후속편 Closing Time에서, 그가 아시리아인을 가장하는 아르메니아인임이 밝혀진다.
요사리안의 개인 이름(first name)이 존이라는 것은 소설의 후반부에 가서야 Korn 대령의 대사를 통해 밝혀진다: "Call me Blackie, John. We're pals now." 보다 뒷부분에서, 의사도 그를 존이라고 부른다. Closing Time은 군대를 배경으로 하지 않는 관계로 그의 개인 이름이 비교적 자주 사용된다. 작가는 주인공의 군사 문화로부터의 소외를 나타내기 위해 "요사리안"이라는 비미국적인 이름을 사용했다. 이는 Cathcart가 그의 이름을 "an odious, alien, distasteful name, that just did not inspire confidence. It was not at all like such clean, crisp, honest, American names as Cathcart, Peckem and Dreedle"라고 표현함으로써 더더욱 강조된다.

### 그 외의 인물들
이하의 내용은 목차의 순서를 참조하여 적은 것이다.
- 클레빈저
- 하버마이어
- 다네카 군의관
- 화이트 하프오트 준위
- 헝그리 조
- 맥워트
- 셰이스코프
- 메이저 메이저 메이저 소령(메이저)
- 윈터그린
- 블랙
- -드 카벌리
- 키드 샘슨
- 루치아나
- 캐트카트
- 휘트콤
- 드리들
- 마일로 마인더바인더
- 알피
- 더케트 간호사
- 도브스
- 페켐
- 던바
- 스노든
- 네이틀리

## 같이 보기
- 이율배반